# 圣米歇尔德韦斯
圣米歇尔德韦斯（法語：Saint-Michel-de-Veisse，法語發音：[sɛ̃ miʃɛl də vɛs]）是法国克勒兹省的一个市镇，属于欧比松区。

## 地理
圣米歇尔德韦斯（45°57'6"N, 2°3'14"E）面积15.57 平方千米，位于法国新阿基坦大区克勒兹省，该省份为法国中部省份，位于法國中央高原西北部，北起安德尔省和谢尔省，西接维埃纳省，南至科雷兹省，东临多姆山省，东北与阿列省接壤。
与圣米歇尔德韦斯接壤的市镇（或旧市镇、城区）包括：巴尼兹、布莱萨克、圣马克阿弗龙日耶、圣叙尔皮斯莱尚、瓦利耶尔。

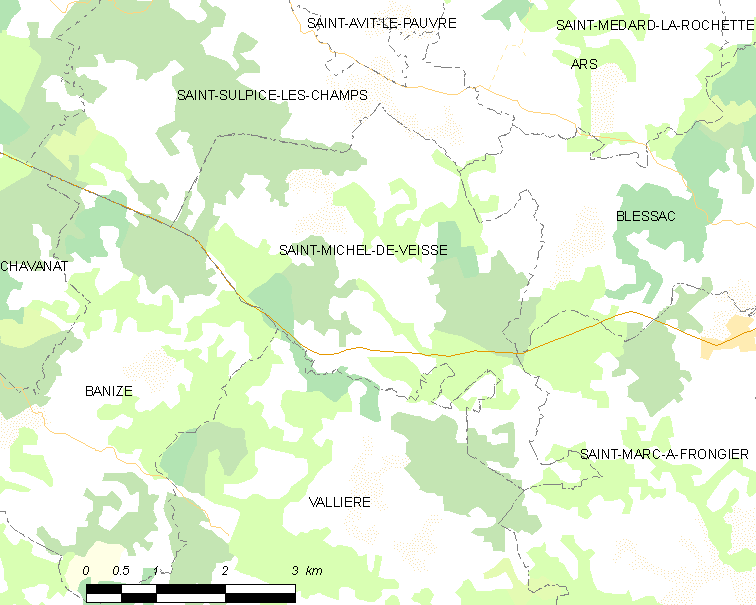
圣米歇尔德韦斯的OSM定位图

圣米歇尔德韦斯的时区为UTC+01:00、UTC+02:00（夏令时）。

## 行政
圣米歇尔德韦斯的邮政编码为23480，INSEE市镇编码为23222。

## 政治
圣米歇尔德韦斯所属的省级选区为阿安县。

## 人口

1962-2008年间圣米歇尔德韦斯人口变化图示

圣米歇尔德韦斯于2022年1月1日时的人口数量为166人。